# Willis (Automarke)
Willis war eine britische Automarke, die nur 1913 auf dem Markt war. Hersteller war Finchley Place Garage aus London.
Das einzige Modell war ein Cyclecar. Der Wagen wurde mit einem V2-Motor von J.A.P. angetrieben, der 8 bhp (5,9 kW) leistete.